# Santon (kopec)
Santon (296 m n. m.) je návrší v katastru obce Tvarožná v okrese Brno-venkov. Jedná se o vrcholek tektonicky ponořené kry tvořené prvohorními slepenci, který se zvedá nad Tvaroženským potokem na jihozápadním okraji vsi, mezi Tvarožnou a dálnicí D1, severně od motorestu Rohlenka. Na kopci stojí klasicistní kaple Panny Marie Sněžné, která je kulturní památkou, stejně jako válečné hroby v jejím okolí a pozůstatky zákopů z doby bitvy u Slavkova 1805. Návrší je také chráněnou přírodní památkou.

## Původ názvu
Kopci se říkalo Tvaroženský, Kopeček nebo také Padělek. Pojmenování Santon vzniklo v souvislosti s bitvou u Slavkova. Francouzským vojákům údajně připomínal kopec Santon, na který narazili při Napoleonově tažení do Egypta v roce 1798. Tradovala se málo pravděpodobná tvrzení, že název označuje mohamedánského mnicha, muslimského poustevníka nebo kapli s mnichovým hrobem. Možné je však také zkrácení z francouzského Saint Antoine (Svatý Antonín), jehož příčinou by mohla být záměna kopce s vrcholem zvaným Kříby u Újezda v jižní části slavkovského bojiště, na němž stála kaple sv. Antonína Paduánského.

## Přírodovědná lokalita
Na svazích kopce se nachází otevřené trávobylinné stanoviště vzácných rostlin a živočichů, které je od roku 1979 chráněno jako přírodní památka.

## Historie
Svahy kopce s blízkým okolím byly osídleny už od starší doby kamenné, což je doloženo archeologickými nálezy. Podle pověsti stávala pod Padělkem slovanská osada Veligrad, snad zaniklá ve 12. století, její existence však nikdy nebyla prokázána. Ve středověku zde stály vsi Tvarožnice a Vážanice, od 15. století spojené v nynější obec Tvarožná.

## Bitva u Slavkova
Santon se stal významným opěrným bodem v severní části bojiště bitvy u Slavkova 2. prosince 1805. Přírodní návrší, tehdy holé bez keřů či stromů, bylo před bitvou francouzskými ženisty uměle srovnáno a opevněno třemi pásy okopů, aby vytvořilo palebná postavení pro 18 děl s ochranou 17. lehkého pěšího pluku. Na západní straně kopce byla umístěna polní kuchyň. Původní, zčásti dřevěná mariánská kaple na vrcholu (z roku 1700, odsvěcená už roku 1776) byla vojáky také stržena.
Oblast kolem Santonu a při císařské silnici z Brna na Olomouc obsadily pěší jednotky 5. armádního sboru maršála Lannese (Suchetova divize severně od silnice a Caffarelliho jižně) a záložní jízda maršála Murata (lehké jezdecké divize generálů Kellermanna, Treillarda a Milhauda na křídlech, Waltherova dragounská divize a dvě těžké jezdecké divize generálů Nansoutyho a d'Hautpoula v záloze mezi Santonem a Žurání).
Proti nim, od rozcestí u Holubic po Kovalovice stálo ruské vojsko genpor. knížete Bagrationa, který měl svůj štáb na Staré pozořické poště. Jeho 15 praporů pěchoty (Pskovský, Archangelogorodský a Staroingermanlandský mušketýrský pluk, 5. a 6. myslivecký pluk), 48 jezdeckých eskadron (Pavlogradský a Mariupolský husarský pluk, Tverský a Petrohradský dragounský pluk a carevnin kyrysnický pluk) a 42 děl později doplnilo jezdectvo smíšené rusko-rakouské 5. kolony pod velením podmaršálka knížete Liechtensteina.
Zatímco na jihu bojiště probíhaly střety už od časného rána, zde na severu obě strany vyčkávaly – ruská kvůli tomu, že ještě neobdržela rozkazy z velitelství a Liechtensteinovo jezdectvo se zdrželo na cestě od Křenovic, kde se křížilo s pěšími jednotkami 3. kolony. Vojska se dala do pohybu až po osmé hodině. Bagration narazil na houževnatou francouzskou obranu Santonu, a tak se vrch pokusil obejít severně a vpadnout do týlu Suchetovy divize. Rusové obsadili Tvarožnou a při dělostřelecké palbě smrtelně zranili velitele jedné z francouzských brigád generála Valhuberta. Z obce však byli opět vytlačeni.
Jižně od silnice Francouzi postoupili k Blažovicím, které i přes odpor ruských gardových praporů obsadili. V dalším postupu byli kolem desáté hodiny zastaveni až zpožděným nástupem Liechtensteinovy jízdy za pomoci ruské carské gardy vedené velkoknížetem Konstantinem. Na planině mezi obcemi Blažovice a Kruh (dnes část Holubic) došlo k největším jezdeckým střetům v bitvě, probíhajícím asi do jedenácté hodiny. Po jedenácté už Lannesova pěchota sváděla boje o Pozořice a Kruh; krátce po poledni se zmoncila Kruhu a pak i Holubic.
V té době na bojiště dorazily od Olomouce dvě baterie těžkých kanónů rakouského majora Frierenbergera. Z návrší mezi Velešovicemi a Kovalovicemi pomohly ustupujícím Bagrationovým jednotkám odpoutat se od útočících Francouzů a udržet frontu na úrovni Staré pozořické pošty. Po druhé hodině odpolední, kdy už byla celá bitva rozhodnuta, Bagration zahájil finální spořádaný ústup po silnici k Rousínovu, zatímco zbytky jezdectva prchaly přes potok Rakovec u valchy asi 1,5 km jižně od Holubic.

### Památky

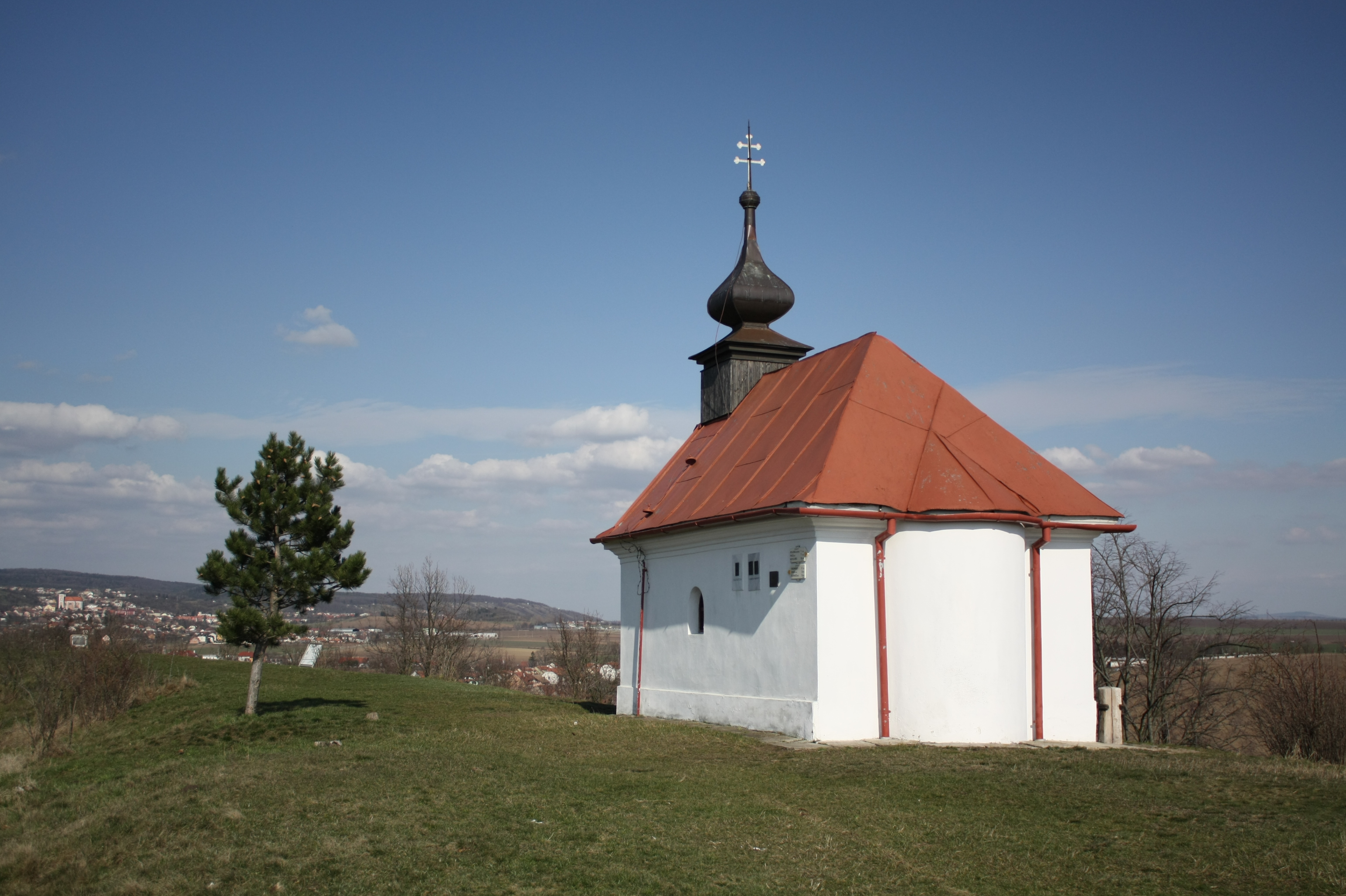
Kaple Panny Marie Sněžné s pamětními deskami

V roce 1832 byla na Santonu znovu vybudována klasicistní kaple Panny Marie Sněžné. Na její severozápadní stěně jsou dnes pamětní desky francouzských generálů Claparèda a Valhuberta a ruského generála Bagrationa, jejichž autorem je Vladimír Drápal. Od roku 1988 byla na vrcholu kopce instalována kopie francouzského polního kanónu Gribeauval jako připomínka palebných pozic z bitvy, a to až do roku 2009, kdy byla kvůli opakovaným útokům vandalů snesena na náves Tvarožné. Rovněž kaple čelila vandalským útokům, v roce 2013 došlo i ke stržení věžičky, která byla o rok později obnovena a oprava byla v roce 2015 oceněna v kategorii menších staveb jako Nejlepší opravená památka Jihomoravského kraje.
V někdejším ženijním opevnění kopce byly počátkem září 1986 skupinou zájemců o vojenskou historii, vedenou Ing. Janem Špatným, učiněny pokusné výkopy s nálezy drobných předmětů běžné potřeby. Rovněž před příchodem fronty za 2. světové války byly na kopci vyhloubeny zákopy, ty však byly poté zasypány.
Na úpatí Santonu je bílý mramorový kříž se stříškou a girlandou růží z roku 1987 na paměť padlých vojáků i civilních obyvatel. U silnice vedoucí kolem Santonu z Tvarožné do Jiříkovic byl v roce 2000 vybudován pomník brigádnímu generálu Valhubertovi, který zde byl smrtelně zraněn a zemřel po několika dnech v Brně (jeho pravděpodobný hrob se nachází v Tyršově sadu mezi Botanickou a Kounicovou ulicí). Autorkou medailonu na pomníku byla Milada Othová. Poblíž je také dřevěný Kosmákův kříž z roku 1943 od řezbáře Josefa Michka, který nahradil svého předchůdce z roku 1893 od Matouše Plotěného. Kříž stojí v místech údajného hromadného hrobu.
Kaple, opevnění Santonu i hroby na kopci v okolí kaple byly vyhlášeny kulturními nemovitými památkami.
Od začátku 80. let 20. století se na polích pod Santonem konají vzpomínkové akce na slavkovskou bitvu s bitevními ukázkami. Zprvu probíhaly rekonstrukce bitvy přímo při jihovýchodním úpatí kopce, při 200. výročí bitvy byl areál dále rozšířen východním směrem přes silnici a události přihlíželo 30tisícihlavé publikum. Po roce 2015 se již dějiště odsunulo stabilně za silnici.